# Héctor Chiriboga
Héctor Lautaro Chiriboga Sandoval (Quito, Pichincha, Ecuador; 23 de marzo de 1966) es un exfutbolista ecuatoriano.

## Trayectoria
Inició su carrera futbolística en el fútbol interescolar, jugando para el equipo barrial Don Bosco. Luego, se unió a las divisiones formativas de Liga de Quito hasta los 16 años. Después, fue transferido al Deportivo Cotopaxi en la Segunda Categoría de Ecuador.
En 1985, regresó a Liga de Quito bajo la dirección de Héctor Morales. Con los Albos estuvo hasta 1989.
Luego, pasó a formar parte de El Nacional, donde ganó el Campeonato Ecuatoriano en una ocasión, en 1992. Después, regresó nuevamente a Liga de Quito y posteriormente a El Nacional, donde permaneció hasta 1998.
En 1999 después de un retiro temporal del fútbol se unió a Macará, donde permaneció hasta 2003.
En 2004 se unió a Técnico Universitario, jugando allí 16 partidos. A mediados de ese mismo año se reincorporó a Macará, y posteriormente se unió al Tungurahua S.C, donde se retiró en 2005, jugando en la Serie B Ecuador.

## Selección nacional
Jugó nueve partidos con la selección de fútbol de Ecuador entre 1987 y 1988. También formó parte del plantel que participó en la Copa América 1987.

### Participaciones en Copa América
| Copa              | Sede      | Resultado    |
| ----------------- | --------- | ------------ |
| Copa América 1987 | Argentina | Primera fase |

## Clubes
| Club                  | País    | Año       |
| --------------------- | ------- | --------- |
| Liga de Quito         | Ecuador | 1986-1989 |
| El Nacional           | Ecuador | 1990-1995 |
| Liga de Quito         | Ecuador | 1996-1997 |
| El Nacional           | Ecuador | 1998      |
| Macará                | Ecuador | 1999-2003 |
| Técnico Universitario | Ecuador | 2003      |
| Macará                | Ecuador | 2004      |
| Tungurahua            | Ecuador | 2004-2005 |

## Palmarés

### Campeonatos nacionales
| Título                 | Club        | País    | Año  |
| ---------------------- | ----------- | ------- | ---- |
| Campeonato Ecuatoriano | El Nacional | Ecuador | 1992 |

## Polémicas
El 31 de octubre de 1987 cuando era arquero de Liga de Quito protagonizó un incidente al golpear por la espalda a Carlos Luis Morales, portero del Barcelona, durante un partido disputado en el estadio Olímpico Atahualpa por el Campeonato Ecuatoriano. Este incidente detuvo momentáneamente el encuentro y resultó en la detención de Chiriboga por agentes policiales.
En 2000 cuando jugaba en Macará golpeó a Rubén Darío Insusa, entrenador de Barcelona en ese entonces, por exceso de reclamos.
El 20 de agosto de 2022, en su papel como preparador de arqueros de Macará, agredió físicamente al árbitro Alex Cajas en la fecha 7 de la Serie A de Ecuador, después de que este pitara un penal en contra de su equipo. Como resultado de esta agresión, la Liga Profesional de Fútbol lo sancionó con un año de suspensión y le impuso una multa de $4000 el 24 de agosto. Poco después, ofreció disculpas públicas, aunque también insinuó que el árbitro había exagerado la agresión al fingirla.